# Mochlus
Mochlus är ett släkte av ödlor. Mochlus ingår i familjen skinkar.
Kladogram enligt Catalogue of Life:
| Mochlus | \| \| Mochlus brevicaudis \| \| \| \| \| \| Mochlus fernandi \| \| \| \| \| \| Mochlus guineensis \| \| \| \| \| \| Mochlus sundevalli \| \| \| \| |
|         | \| \| Mochlus brevicaudis \| \| \| \| \| \| Mochlus fernandi \| \| \| \| \| \| Mochlus guineensis \| \| \| \| \| \| Mochlus sundevalli \| \| \| \| |
|         | Mochlus brevicaudis |
|         | |
|         | Mochlus fernandi |
|         | |
|         | Mochlus guineensis |
|         | |
|         | Mochlus sundevalli |
|         | |